# Station Eleven (Fernsehserie)
Station Eleven ist eine amerikanische Miniserie aus dem Jahr 2021, die auf dem gleichnamigen Buch von Emily St. John Mandel basiert.

## Handlung
Eine Pandemie rottet die Menschheit weitgehend aus. Zwanzig Jahre später wandert eine Schauspieltruppe in der Nähe der großen Seen zu den spärlichen noch bewohnten Siedlungen. Dabei trifft sie auf einen gewalttätigen Kult. Die Serie begleitet die Wanderung und erzählt in verschiedenen Zeitebenen die Geschichte von Überlebenden.

## Besetzung und Synchronisation
Synchronisiert von RC Production. Dialogregie führte Christian Zeiger nach einem Dialogbuch von Lasse Dreyer und Markus Jütte.
| Rollenname       | Schauspieler       | Synchronsprecher  |
| Hauptrollen      | Hauptrollen        | Hauptrollen       |
| ---------------- | ------------------ | ----------------- |
| Kirsten Raymonde | Mackenzie Davis    | Julia Kaufmann    |
| Jeevan Chaudhary | Himesh Patel       | Nicolás Artajo    |
| Clark Thompson   | David Wilmot       |                   |
| Frank Chaudhary  | Nabhaan Rizwan     | Dennis Herrmann   |
| Tyler Leander    | Daniel Zovatto     |                   |
| Alexandra        | Philippine Velge   | Alice Bauer       |
| Sarah            | Lori Petty         | Claudia Kleiber   |
| Nebenrollen      |                    |                   |
| Arthur Leander   | Gael García Bernal | Nico Mamone       |
| Miranda Carroll  | Danielle Deadwyler | Mareile Moeller   |
| Elizabeth        | Caitlin FitzGerald | Giuliana Jakobeit |
| Gil              | David Cross        |                   |
| Brian            | Enrico Colantoni   |                   |
| Wendy            | Deborah Cox        |                   |
| Chrysanthemum    | Ajahnis Charley    | Michel Diercks    |